# Francisco Zuluaga
Francisco Zuluaga (Medellín, 4 febbraio 1929 – 8 novembre 1993) è stato un allenatore di calcio e calciatore colombiano, di ruolo difensore.

## Carriera
Fu capitano ed unico titolare di nazionalità colombiana nei Millonarios di Alfredo Di Stéfano e Adolfo Pedernera, con cui vinse sei campionati colombiani (1949, 1951, 1952, 1953, 1959 e 1961).
Nel 1962 fu convocato al Mondiale cileno e vi realizzò la prima rete della Nazionale colombiana nella storia della competizione, su rigore contro l'Uruguay.